# ZeroAccess
ZeroAccess este un software rău intenționat de tip cal troian care afectează sistemele de operare Microsoft Windows. Acesta este utilizat pentru a descărca alte programe malware pe o mașină infectată de la un botnet, rămânând în același timp ascuns folosind tehnici de rootkit.

## Istoric și propagare
Rețeaua botnet ZeroAccess a fost descoperită cel puțin în jurul lunii mai 2011. Se estimează că rootkitul ZeroAccess responsabil de răspândirea rețelei botnet a fost prezent pe cel puțin 9 milioane de sisteme. Estimările privind dimensiunea botnetului variază în funcție de surse; furnizorul de antivirus Sophos a estimat dimensiunea botnetului la aproximativ 1 milion de sisteme active și infectate în al treilea trimestru al anului 2012, iar firma de securitate Kindsight a estimat 2.2 milioane de sisteme infectate și active.
Botul în sine este răspândit prin intermediul rootkitului ZeroAccess printr-o varietate de vectori de atac. Un vector de atac este o formă de inginerie socială, în care un utilizator este convins să execute un cod rău intenționat fie prin deghizarea acestuia într-un fișier legitim, fie prin includerea sa ascunsă ca o sarcină utilă suplimentară într-un executabil care se anunță, de exemplu, ca ocolind protecția drepturilor de autor (un Keygen⁠(d)). Un al doilea vector de atac utilizează o rețea de publicitate pentru ca utilizatorul să facă clic pe o reclamă care îl redirecționează către un site care găzduiește însuși software-ul rău intenționat. În cele din urmă, un al treilea vector de infectare utilizat este o schemă de afiliere prin care persoane terțe sunt plătite pentru instalarea rootkitului pe un sistem.
În decembrie 2013, o coaliție condusă de Microsoft a încercat să distrugă rețeaua de comandă și control pentru botnet. Totuși, atacul a fost ineficient, deoarece nu toate C&C-urile au fost confiscate, iar componenta sa de comandă și control peer-to-peer nu a fost afectată - ceea ce înseamnă că botnetul putea fi în continuare actualizat în voie.

## Mod de funcționare
Odată ce un sistem a fost infectat cu rootkitul ZeroAccess, acesta va începe una dintre cele două operațiuni principale ale botnetului: minarea de bitcoin⁠(d) sau frauda PPC⁠(d). Mașinile implicate în minarea de bitcoin generează bitcoini pentru cel care controlează botnetul, a căror valoare estimată era de 2,7 milioane de dolari americani pe an în septembrie 2012. Mașinile utilizate pentru fraudarea click-urilor simulează click-uri pe reclame de pe site-uri web plătite pe baza plății per click. Profitul estimat pentru această activitate poate ajunge până la 100.000 de dolari americani pe zi, care îi costă pe agenții de publicitate 900.000 de dolari pe zi în clicuri frauduloase. De obicei, ZeroAccess infectează MBR-ul⁠(d) sistemului infectat. Alternativ, poate infecta un driver aleatoriu din C:\Windows\System32\Drivers, oferindu-i control total asupra sistemului de operare. De asemenea, dezactivează Windows Security Center, Firewall și Windows Defender din sistemul de operare. ZeroAccess se conectează, de asemenea, la stiva TCP/IP pentru a ajuta la fraudarea clicurilor.
De asemenea, software-ul caută malware-ul Tidserv și îl elimină dacă îl găsește.